# Monte Puccio
Monte Puccio est un site archéologique de l'île d'Elbe. C'est une colline de 98 m d'altitude qui était autrefois occupée par un peuplement étrusque dans la commune de Portoferraio, dans la province de Livourne en Toscane.

## Description
Sur Monte Puccio se trouvent les restes d'un petit oppidum  datant de la seconde moitié du Ve et au début du IIIe siècle av. J.-C., qui, comme les autres colonies étrusques de l'île, contrôlait l'ancien commerce de l'acier. Les traces d'un mur d'enceinte de structure irrégulière constitués de blocs de pierre locale superposés sont visibles. 
De nombreux blocs semblent incorporés et réutilisés dans les terrasses des vignobles. Parmi les matériaux archéologiques récupérés, des fragments de jarres, des amphores et des vases en céramique purifiée.